# Kino's Journey

Kino's Journey: the Beautiful World (キノの旅 -the Beautiful World-, Kino no Tabi -the Beautiful World-), abreviado para Kino's Journey, é uma série de light novel japonesa, sucesso de crítica e público no Japão, de autoria de Keiichi Sigsawa e publicada em março de 2000, depois foi adaptada como uma série de anime entre 8 de abril de 2003 e 8 de julho de 2003. Não há ainda um título em português.
Kino's Journey ainda recebeu uma nova adaptação de anime na temporada de Outono de 2017, esta nova adaptação recebeu o título de Kino no Tabi: The beautiful world - The animated series.

## Enredo
Em Kino's Journey, a protagonista Kino, acompanhado por sua motorrad falante, chamada Hermes, viajam em um mundo místico com muitas cidades e florestas, onde encontram pessoas vivendo com seus costumes únicos. Kino apenas passa 3 dias e 2 noites em cada cidade, sem exceção, baseado no princípio que 3 dias é o suficiente para aprender tudo que é importante sobre um lugar, ainda deixando tempo suficiente para explorar terras novas. Kino diz na terra da Dor Visível que esse princípio é provavelmente uma mentira, acrescentando "se eu ficar mais, temo que irei querer permanecer para sempre."

### Sites Oficiais
- Kino no Tabi official website
- Animax's official website for Kino no Tabi
- Media Works's official Kino no Tabi light novel website
- Animax East Asia's website for Kino's Journey
- Animax South Asia's website for Kino's Journey
- Tokyopop Kino no Tabi light novels page
- ADV's Kino's Journey anime series website

### Perfis
- Kino no tabi ~the Beautiful World~ at Animenfo